# Solenomelus segethi
Solenomelus segethi (Phil.) Kuntze – gatunek rośliny należący do rodziny kosaćcowatych (Iridaceae Juss.). Występuje naturalnie w Ameryce Południowej. Rzadko bywa uprawiany w kolekcjach. Gatunek ten można spotkać między innymi w UBC Botanical Garden w Vancouver w Kanadzie czy w Muzeum Historii Naturalnej w Paryżu we Francji.

## Rozmieszczenie geograficzne
Rośnie naturalnie południowej Argentynie oraz w środkowej części Chile (w regionach Valparaíso, Metropolitana, Libertador oraz Maule).

## Morfologia
ŁodygaDorasta do 30 cm wysokości.
KwiatyPosiadają po 6 płatków o niebieskiej barwie.

## Biologia i ekologia
Bylina. Preferuje stanowiska w półcieniu. Występuje na średniej i dużej wysokości aż do granicy lasu
Rośnie zarówno na obszarach wilgotnych, jak i suchych, gdzie susza może trwać nawet do 5 miesięcy. Występuje do 7 (czasem nawet do 6b) strefy mrozoodporności.

## Zastosowanie
Gatunek bywa uprawiany jako roślina ozdobna.